# Lhawang Tenpa Gyeltsen
Lhawang Tenpai Gyaltsen tibétain : ལྷ་དབང་བསྟན་པའི་རྒྱལ་མཚན་, Wylie : lha dbang bstan pa'i rgyal mtshan (1631-1668), le 4e Demo Rinpoché, est un haut lama de l'école gelupa du bouddhisme tibétain. 

## Biographie
Il est identifié à un jeune âge par le panchen-lama. Il est intronisé au monastère de Demo et reçoit le nom de Lhawang Tenpé Gyeltsen. Il est aussi appelé Ngawang Gelek Gyeltsen dans d'autres sources. 
Demo Rinpoché était l'enseignant le plus important de la région de Chamdo au Tibet oriental.
En 1653, Demo Rinpoché accompagna le 5e dalaï-lama pour rendre visite à l'empereur Qing Shunzhi à Pékin.